# Artur Ljavicki
Artur Stanislavavič Ljavicki (in bielorusso Артур Станіслававіч Лявіцкі?; Minsk, 17 marzo 1985) è un ex calciatore bielorusso, di ruolo centrocampista.

## Carriera
Ha giocato nella massima serie bielorussa.